# Mike Lewis (muzyk)
Mike Richard Lewis (urodzony 17 sierpnia 1977) – gitarzysta w alternatywno-rockowym zespole Lostprophets.
Studiował inżynierię lądową rok przed rozpoczęciem zawodowego grania. Przed wstąpieniem do Lostprophets, razem z Ianem Watkinsem, należał do grupy Public Disturbance. Pierwotnie w zespole miał być basistą, jednak wkrótce, wraz z Lee Gaze'm, stał się gitarzystą. W roli basisty zastąpił go Stuart Richardson. Dotychczas nagrał trzy albumy z zespołem.
Swoją żonę, Amber, poślubił we wrześniu 2006.